# Howth
Howth (in inglese) o Binn Éadair (in irlandese) è un paese e sobborgo esterno di Dublino, in Irlanda.
Il distretto occupa la maggior parte della penisola di Howth Head, formando il confine settentrionale della Baia di Dublino. Originariamente un semplice piccolo villaggio di pescatori, Howth è oggi un trafficato sobborgo di Dublino, ed è anche sede di uno dei più vecchi edifici occupati in Irlanda, il castello di Howth.